# Clemens von Klinckowstroem
Clemens Carl Ludwig Friedrich comte von Klinckowstroem (né le 11 juin 1846 à Korklack (de), arrondissement de Gerdauen, et mort le 26 janvier 1902 à Berlin) est un propriétaire de manoir prussien, administrateur d'arrondissement, membre de la Chambre des seigneurs de Prusse et député du Reichstag.

## Biographie
Clemens comte von Klinckowstroem est le fils de Leonhard Carl Ludwig Felix von Klinckowström (de) (1818-1868) et Maria née comtesse von Pückler. Il rejoint le 3e régiment de cuirassiers, en 1863 et est en garnison à Soldau en 1863 et à Johannisburg en 1864. En 1864, il est promu sous-lieutenant dans le régiment avec lequel il participe à la bataille de Trautenau et à la bataille de Sadowa en 1866. Après la campagne il est transféré au 13e régiment d'uhlans du Roi à Hanovre et en 1869 à nouveau au 3e régiment de cuirassiers, auquel il participe à la campagne en 1870/71 et aux batailles de Metz, Gravelotte, Vendôme, Montoire et Tours.
Après le traité de paix, il rejoint la réserve du 3e régiment de cuirassiers pour reprendre la possession de Korklack (de) par son père. Transféré à la Landwehr en 1876, il est promu Rittmeister de la Landwehr en 1879. De 1887 à 1901, il est administrateur de l'arrondissement de Gerdauen. À partir de 1889, il est membre de la Chambre des seigneurs de Prusse. En 1898, il est élu au Reichstag en représentant la 10e circonscription de Königsberg, dont il sera député jusqu'à sa mort.
Il est décoré de la croix de fer de 2e classe. Il est également chevalier légal de l'Ordre de Saint-Jean et citoyen d'honneur de la ville de Gerdauen. Klinckowstroem se marie le 6 novembre 1872 à Gallingen avec Martha comtesse zu Eulenburg (de), née le 22 avril 1855. Ce mariage donne deux fils et deux filles. Il est marié à Hertha von Kobylinski (née le 24 juin 1872). Le mariage ne dure que quelques années et est resté sans enfant.

## Travaux
- Dr. Buchenbergers Agrar-Politik und die Forderungen der Landwirtschaft unter besond. Berücks. d. östl. Landesteile Preussens . P. Parey, Berlin 1898